# Kingsgrove Cricket Club
La Kingsgrove Cricket Club è una squadra di serie A di cricket nata nel 2010 a Milano.
Milita nella massima serie dal 2010, anno della sua fondazione.